# Selfie

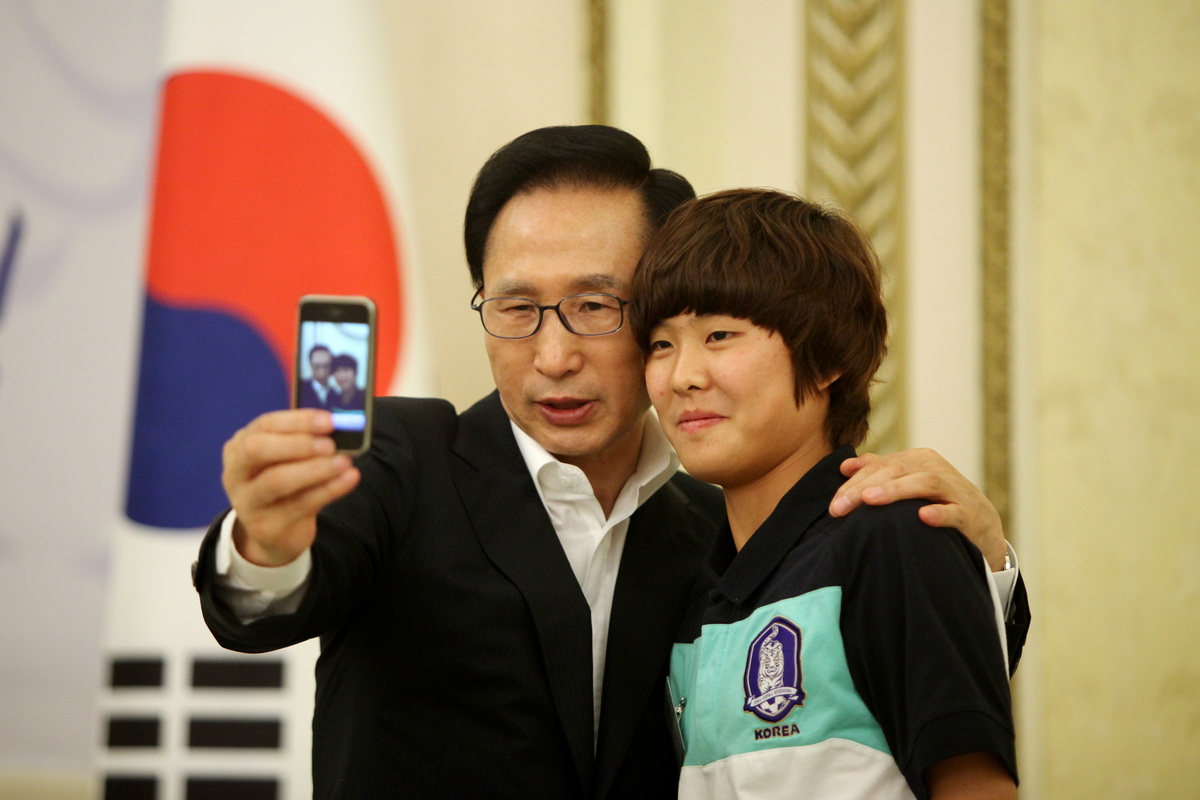
Aufnahme eines Selfies (der ehemalige Präsident Südkoreas Lee Myung-bak mit der Fußballspielerin Ji So-yun)

Ein Selfie (/ˈsɛlfiː/) ist eine Fotografie in der Art eines Selbstporträts, oft auf Armeslänge aus der eigenen Hand aufgenommen. Selfies sind oft in sozialen Netzwerken vorhanden und bilden eine oder mehrere Personen (Gruppenselfies) ab. Der Begriff „Selfie“ wurde Anfang der 2000er Jahre geprägt und im Deutschen in den 2010er Jahren populär.

## Geschichte

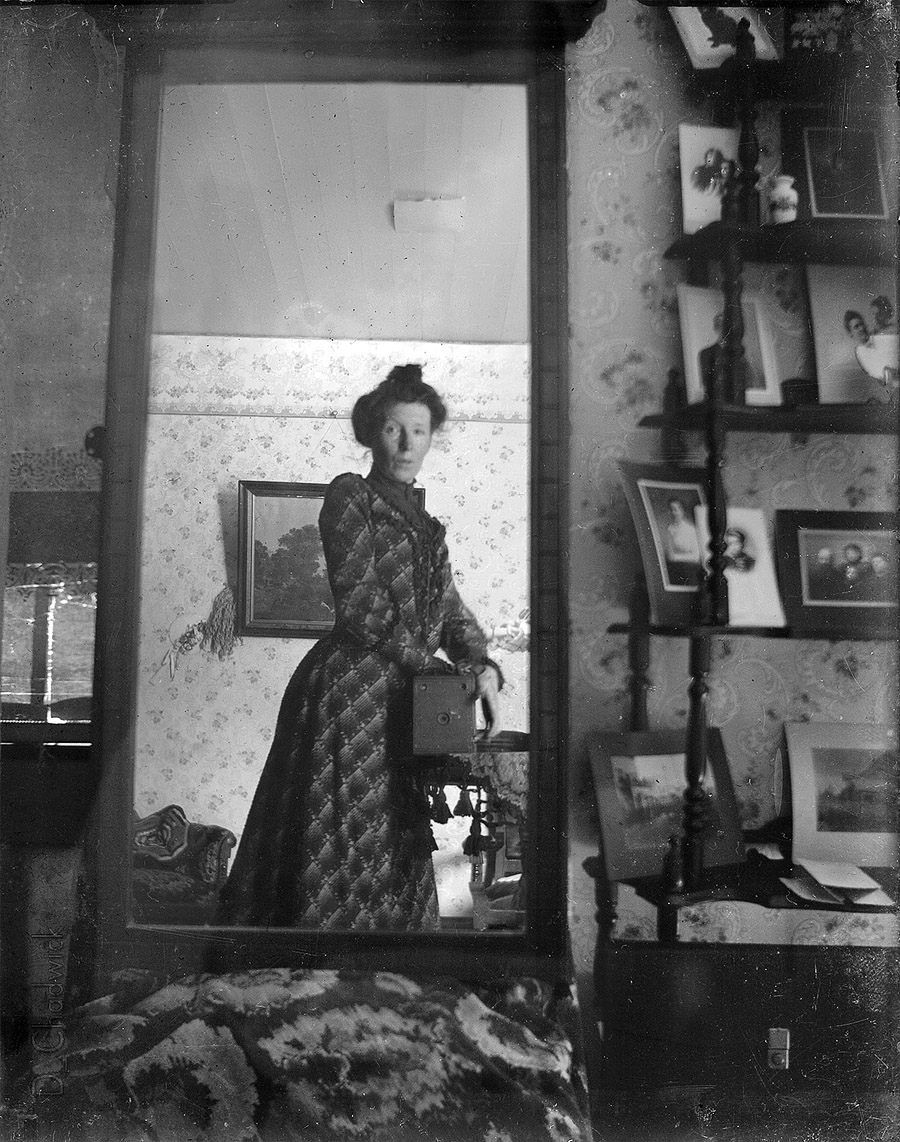
Selbstfotografie aus der Zeit um 1900

Fotografische Selbstporträts sind eine Weiterentwicklung des Genres Selbstporträt in der Malerei (gemalte Selbstporträts wurden nach Spiegelbildern und erst später nach Fotografien angefertigt). Fotografische Selbstporträts entstanden, seit es die Fotografie gibt. In den Anfangsjahren war es einfach, als Fotograf mit aufs Bild zu kommen, da Stative benutzt werden mussten und Belichtungszeiten von mehreren Minuten erforderlich waren. Spätere Kameras ermöglichten Selbstporträts durch einen Selbstauslöser.
Im August 2013 produzierte die britische Tageszeitung The Guardian eine Filmreihe mit dem Titel „Thinkfluencer“, in der in mehreren Episoden das Selfie-Phänomen in Großbritannien erkundet wurde.
Bei der Oscarverleihung 2014 wurde ein Selfie von der Schauspielerin Ellen DeGeneres, das sie unter anderem mit Jennifer Lawrence, Meryl Streep, Julia Roberts, Channing Tatum, Angelina Jolie, Bradley Cooper, Brad Pitt, Kevin Spacey, Jared Leto und Lupita Nyong’o zeigte, zum bisher am häufigsten retweeteten Foto aller Zeiten.
2014 kam als technisches Hilfsmittel die Selfie-Stange („Selfie-Stick“) in Mode. Dabei handelt es sich um eine ausziehbare Stange, die als Armverlängerung für den Fotografen dient. Sie erleichtert das Sich-selbst-Fotografieren mit einer justierbaren Halterung für das Smartphone. Mittels einer etwas entfernteren Perspektive werden so beispielsweise Aufnahmen des Fotografen vor einem bestimmten Hintergrund oder mehrerer Personen gemeinsam möglich. Schon ein Jahr später waren solche Stangen an vielen touristischen Hot-Spots aus Sicherheitsgründen verboten worden.

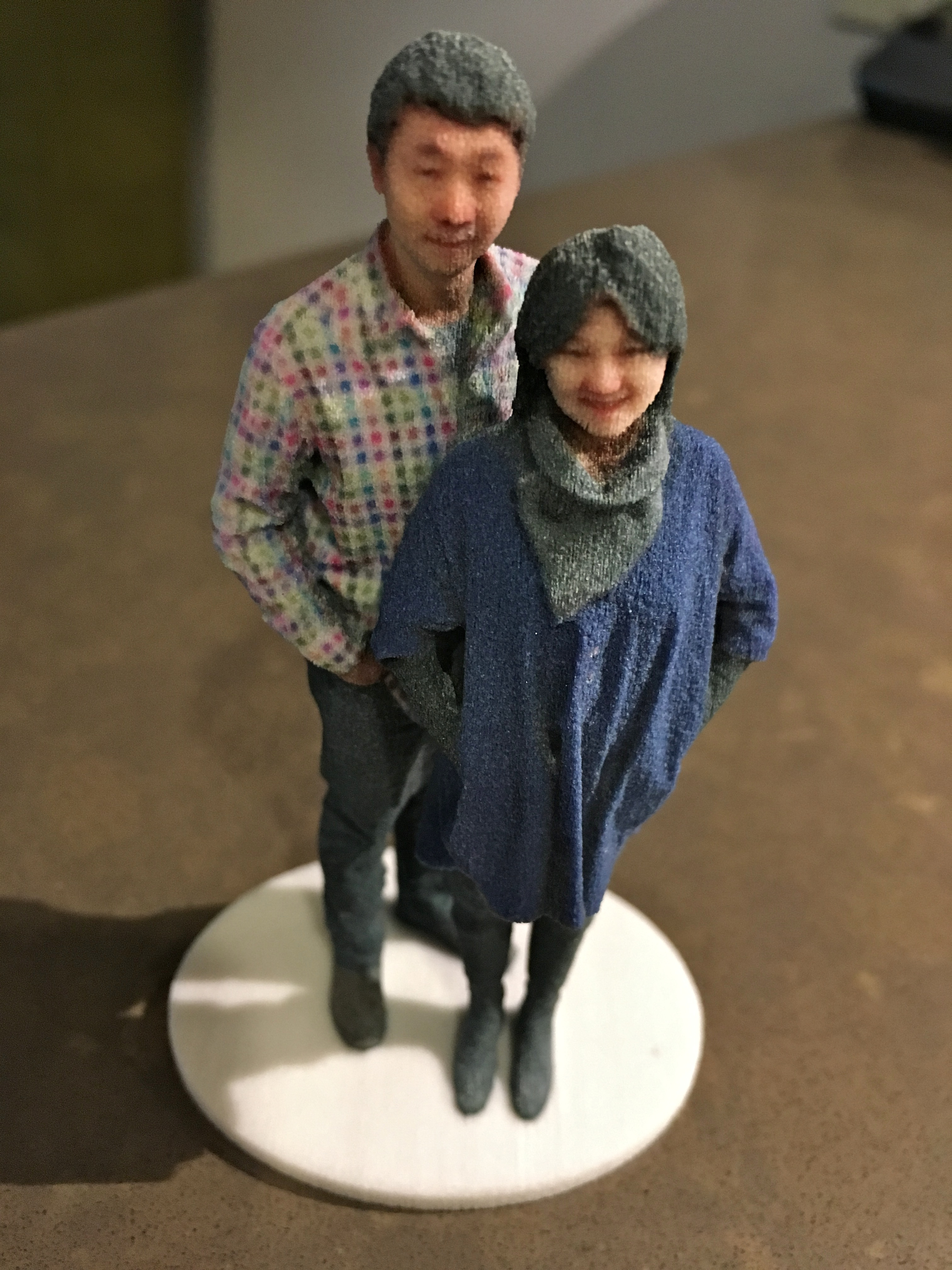
3D-Selfie

Durch das Aufkommen von 3D-Druckern und 3D-Scannern ist es möglich, Personen dreidimensional aus einem 360-Grad-Blickwinkel aufzuzeichnen und in verkleinertem Maßstab auszudrucken. Diese Drucke werden auch als 3D-Selfie bezeichnet. Der Scanvorgang dauert kaum länger als ein normales Selfie, das erzeugte 3D-Modell wird dann meist mittels Binder Jetting ausgedruckt. In Deutschland gibt es dafür spezielle Studios, und auch einige Technik-Geschäfte bieten diesen Service an.

### Begriffsgeschichte

Selbstfotografie im Stil eines Selfies, 1930er Jahre

Die früheste Verwendung des Wortes „Selfie“ im Internet kann für das Jahr 2002 nachgewiesen werden. Es erschien zuerst in einem australischen Internet-Forum (ABC Online) am 13. September 2002 und ist in diesem Zusammenhang daher australischer Herkunft.
Selfies seien vor allem bei Jugendlichen, aber auch bei Erwachsenen beliebt. Zumindest seit den 1970er Jahren, als Englisch vermehrt in Mode kam, gab es den Begriff (analog zu „Quickies“) für Selbstbefriedigung. Inzwischen hat sich aber die Foto-Bedeutung durchgesetzt.
Im deutschen Sprachraum ist der Begriff für Fotos seit mindestens 2011 belegt. Im deutschen Fernsehen wurde das Selfie bereits thematisiert, bevor der Begriff bekannt war, etwa von Harald Schmidt, der 2007 in der Harald Schmidt Show ein Selfie mit dem letzten Eisbären vor dem Weltuntergang durch die Klimakatastrophe vorspielte. Im Dezember 2012 stellte das Time Magazine fest, dass „Selfie“ unter den Top 10 der Schlagworte des Jahres 2012 liegt. Obwohl der Begriff schon seit Jahren existiert, wurde er 2012 als „wirklich ganz groß“ („really hit the big time“) betitelt.
Im November 2013 wurde „Selfie“ vom Oxford English Dictionary zum „Wort des Jahres 2013“ erklärt.

## Technik der Selfie-Anfertigung und künstlerischer Einsatz

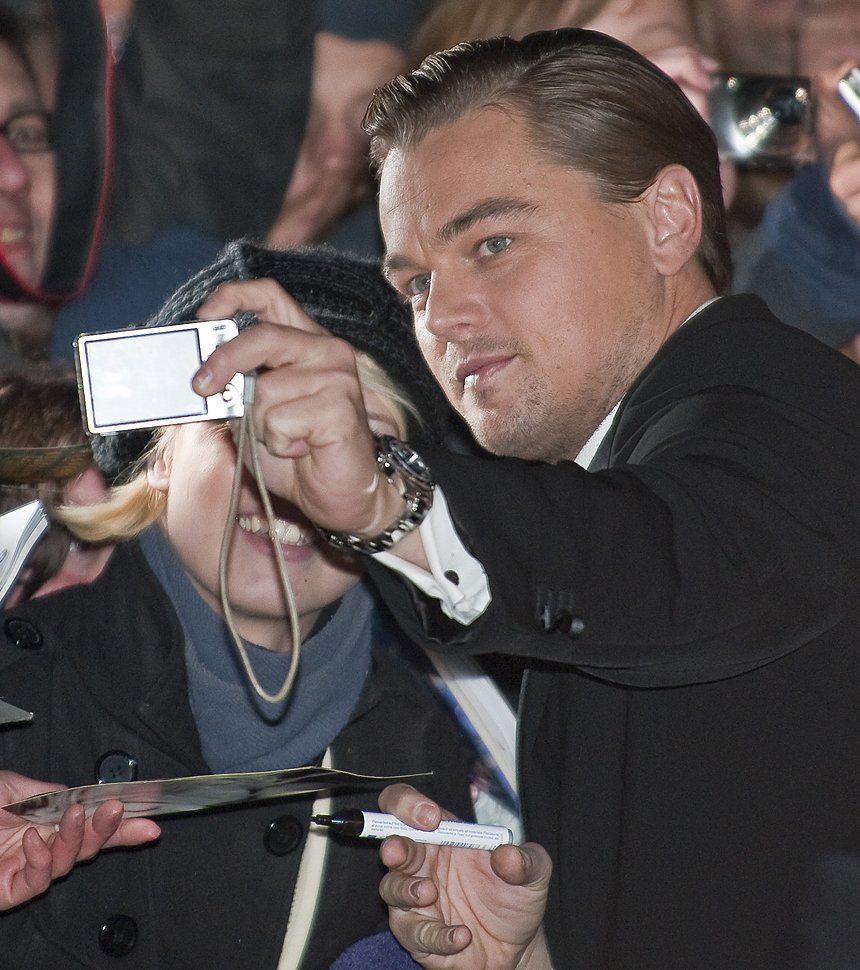
Leonardo DiCaprio nimmt ein Selfie auf, die linke Gesichtshälfte wird zur Kamera gewendet (auf der Berlinale 2010)

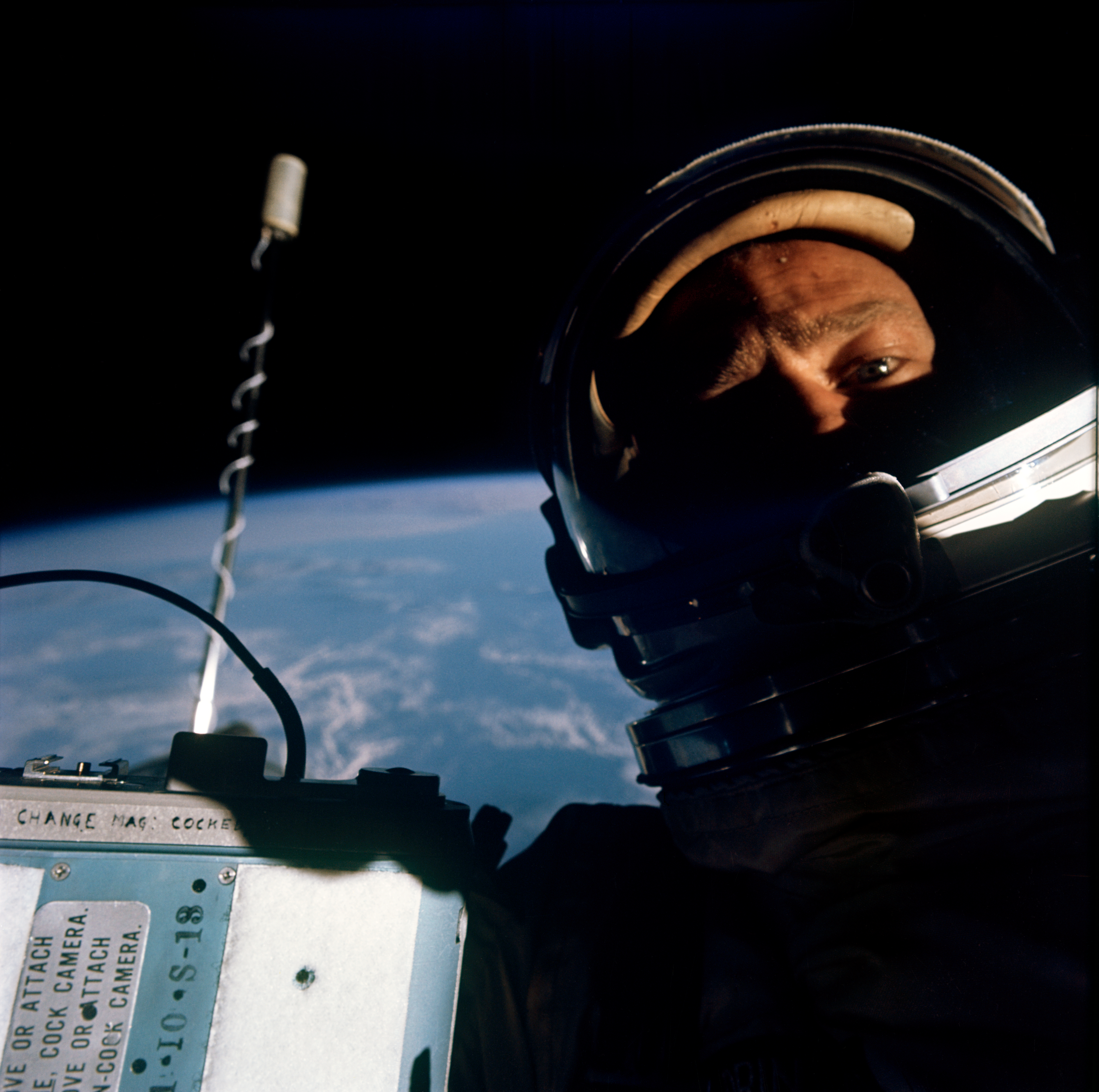
Buzz Aldrin macht das erste Selfie während eines Weltraumspaziergangs

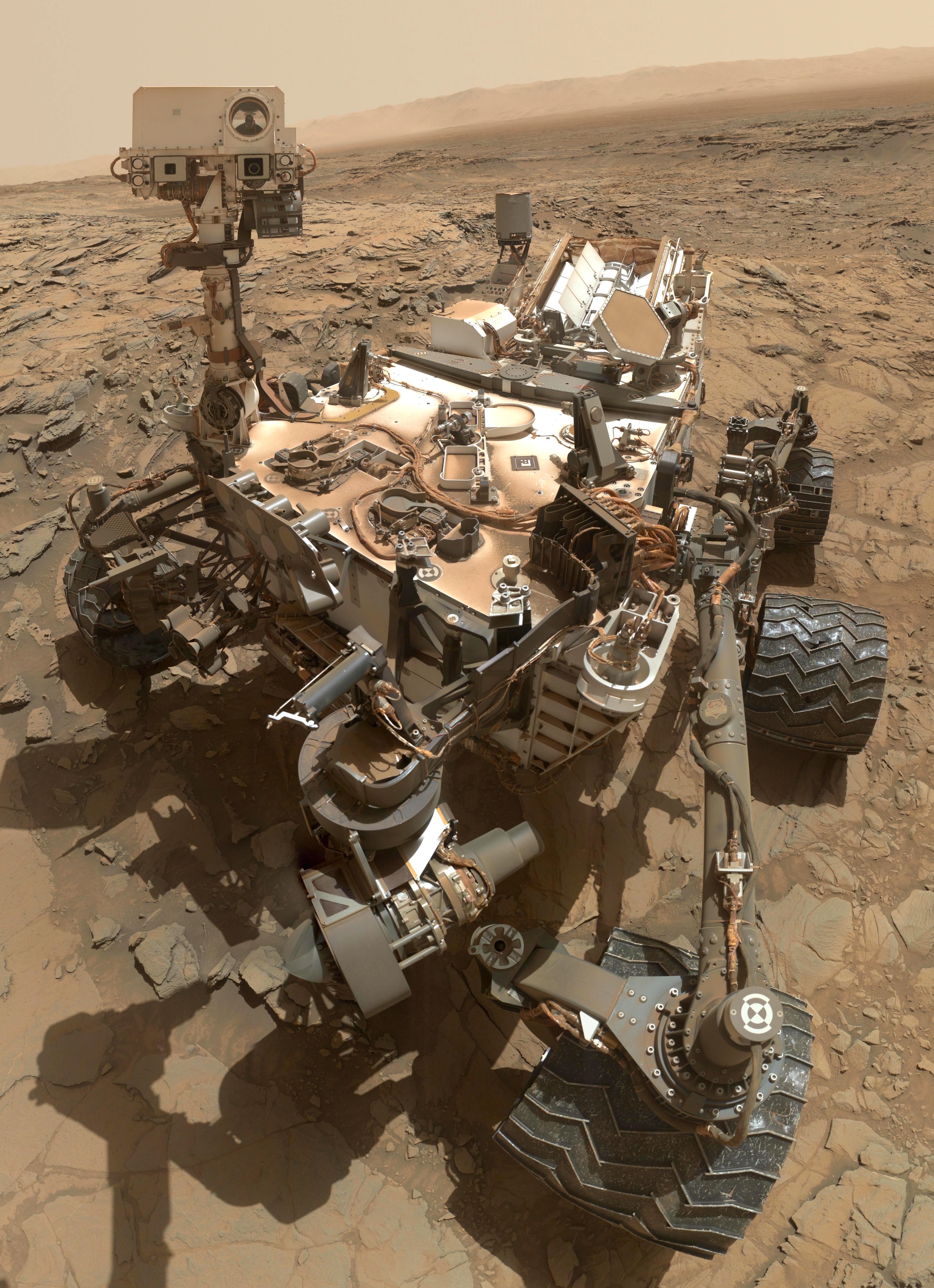
Selfie des Mars-Rovers Curiosity

In einer 2013 an der Universität Parma durchgeführten Studie stellte sich heraus, dass es für Selfies eine Vorliebe gibt, die linke Gesichtshälfte der Kamera zuzuneigen. Die Autoren sahen darin Übereinstimmungen zu Kompositionsregeln der klassischen Porträtmalerei. Sie interpretierten diesen Befund, dass Amateure spontan die gleichen Regeln anwenden wie professionelle Maler, selbst wenn sie das Bild spiegelverkehrt aufnehmen, als eine Folge neurophysiologischer Unterschiede im Emotionsausdruck für beide Gesichtshälften.
Dieselben Autoren stellen in einer späteren Studie jedoch ihre Vermutung in Frage. In einem größeren Datensatz fanden sich merkliche Abweichungen von professionellen Gestaltungsregeln und Unterschiede zwischen Selfies, die von Personen mit bzw. ohne Fotoerfahrung aufgenommen wurden. Diese Befunde stellen wiederum psychisch fest verankerte Gestaltungsprinzipien in Frage und deuten eher auf kulturell-gesellschaftlich verankerte Regeln hin.
Im Jahr 2013 präsentierten der Künstler Patrick Specchio und das Museum of Modern Art in New York eine Ausstellung namens „Art in Translation: Selfie, The 20/20 Experience“, in der die Zuschauer mit einer Digitalkamera Fotos von sich selbst in einem großen Spiegel aufnehmen konnten.

„Selbstbildnis des Israel van Meckenem dem Jüngeren mit Gemahlin“ (um 1490), der Druck des Kupferstichs zeigt wahrscheinlich den Künstler seitenrichtig, seine Gemahlin seitenverkehrt, da er das Spiegelbild von sich gestochen hat, aber das Original seiner Gemahlin abgebildet hat

## Gründe für die Anfertigung von Selfies
In verschiedenen akademischen Disziplinen und der modernen Kunst findet zunehmend eine Auseinandersetzung über verschiedene gesellschaftliche Entwicklungen und Prozesse statt, die sich durch Selfies abbilden.
Der Anreiz, Selfies anzufertigen, kommt daher, dass sie einfach zu erstellen und weiterzugeben sind und dem Fotografen die Kontrolle darüber geben, wie er sich präsentieren will (Eitelkeit). Im Gegensatz zu Fotos, die andere von einer Person anfertigen, besitzt diese bei einem Selfie in jedem Stadium vor der Weitergabe des Fotos „Macht über das eigene Bild“.
Je nach technischer Ausführung können Selfies – bei der sehr verbreiteten Verwendung der Frontkamera an mobilen Geräten – das Abgebildete seitenverkehrt zeigen, was man an Schriften und Schildern im Hintergrund erkennen kann. Gesichter sind meist asymmetrisch gebaut (ein kleineres Auge, schiefer Mund, asymmetrische Lippen, Haaransatz; siehe dazu Gesicht #Beschreibung), was dazu führt, dass vielen Menschen eine Normalaufnahme ihres Gesichts nicht gefällt, weil sie ja ihr Gesicht vom Betrachten im Spiegel nur spiegelverkehrt kennen. Wenn ein Selfie dann das ihnen gut bekannte Spiegelbild zeigt, „erkennen“ sie sich selbst, was zur Beliebtheit des Selfies beitragen kann. Anderen Betrachtern erscheint dann das im Selfie abgebildete Gesicht einer Person ungewohnt.
Gemälde und Zeichnungen als Selbstdarstellung sind ebenfalls seitenverkehrt, da die Künstler ihr Spiegelbild porträtierten (außer sie arbeiteten nach einer Fotografie oder nutzten ein Druckverfahren wie bei einem Holzschnitt oder Kupferstich, da der seitenverkehrte Druckstock einen seitenrichtigen Druck ergibt).

### Psychologische und soziologische Erklärungsansätze
Viele Selfies sollen ein schmeichelhaftes Bild der Person abgeben, so wie sie von den anderen gesehen werden will.
Zugleich haben Selfies auch eine Funktion der Selbstvergewisserung. Vielen Fotografen, die Selfies anfertigen, liegt daran, ein authentisches Bild von sich selbst zu bekommen und es anderen zu vermitteln.
Die permanente Darstellung des Lebens der anderen schafft darüber hinaus einen Druck zur Darstellung des eigenen Lebens, das zum Designobjekt wird, und verstärkt die Inszenierungsspirale durch Selfies und Körperkult. 39 Prozent der befragten Jugendlichen gaben in einer vom Marktforschungsinstitut IKW in Auftrag gegebenen Studie an, wöchentlich Selfies zu machen, 26 Prozent machten sie täglich, 14 Prozent sogar mehrmals täglich. Sie kontrollieren dabei jedes einzelne Bild bis ins Detail, um möglichst viele Likes zu erzielen. 30 Prozent der jungen Menschen sehen das Berühmtwerden als explizites Lebensziel. 10 Jahre zuvor waren es 14 Prozent.
Eine Studie über Facebook-Nutzer aus dem Jahr 2013 ergab, dass das häufige Posten von Selfies mit schwacher sozialer Unterstützung korreliere und dass diejenigen, die oft Fotos von sich selbst hochladen, ein Risiko eingingen, ihre realen Beziehungen zu beschädigen.
Einige Nutzer wählen absichtlich lustige oder unattraktive Bilder von sich selbst, um ihren Humor zu demonstrieren oder aber auch als Reaktion auf den wahrgenommenen Narzissmus und die Sexualisierung von typischen Selfies.
Wiederum belegte eine Studie der Brigham Young Universität aus dem Jahre 2017 neben narzisstischen Neigungen auch weitere Motivationen hinter Selfies. Demnach lassen sich Selfie-Knipser in die drei Kategorien Kommunikatoren, Autobiographen und Selbstdarsteller einteilen, welche Aufschluss über persönliche Motive geben.
Während bei den Kommunikatoren der wechselseitige Austausch mit Freunden und Follower durch Kommentierung sowie die Animation zum Agieren und Engagieren im Vordergrund steht, nutzen die Autobiographen Selfies, um das eigene Leben zu dokumentieren und Erinnerungen zu bewahren, wobei hier das Feedback anderer eine untergeordnete Rolle spielt. Nur die Kategorie der Selbstdarsteller basiert auf rein selbstobsessiven Motiven.
Selfies sind besonders beliebt bei Mädchen und jungen Frauen. Eine Funktion des Selfies kann darin liegen, sich durch soziale Bestätigung und Aufmerksamkeit attraktiv und in der eigenen Geschlechtsidentität bestätigt zu fühlen. Zunehmend finden in sozialen Netzwerken und Online-Communitys wie reddit Selfies mit Nacktbildern und erotischer Fotografie Verbreitung. Das Verbreiten der Bilder erfolgt in der Regel unentgeltlich und wird als erotisches Spiel betrachtet, es kann als Form des Exhibitionismus betrachtet werden. Ein Subreddit beschreibt dies mit den Worten: to exchange their nude bodies for karma; showing it off in a comfortable environment without pressure. Aufmerksamkeit bekam das Phänomen auch durch Prominente, die vorsätzlich Nackt-Selfies von sich im Internet veröffentlichen.
Wie sich Frauen und Männer auf Selfies darstellen, hängt auch mit medialen Konventionen und tradierten Geschlechterrollen zusammen. Eine Inhaltsanalyse von N=500 Selfies auf Instagram (je 50 % der Bilder von Frauen und von Männern) zeigte, dass sich Männer und Frauen unterschiedlich darstellen (z. B. Männer präsentieren Muskeln, Frauen zeigen Kussmund) und dass männliche wie weibliche Selbstdarstellungen in Selfies teilweise noch geschlechterstereotyper ausfallen als Personendarstellungen in Werbeanzeigen.

### Selbstmarketing in Wirtschaft und Politik

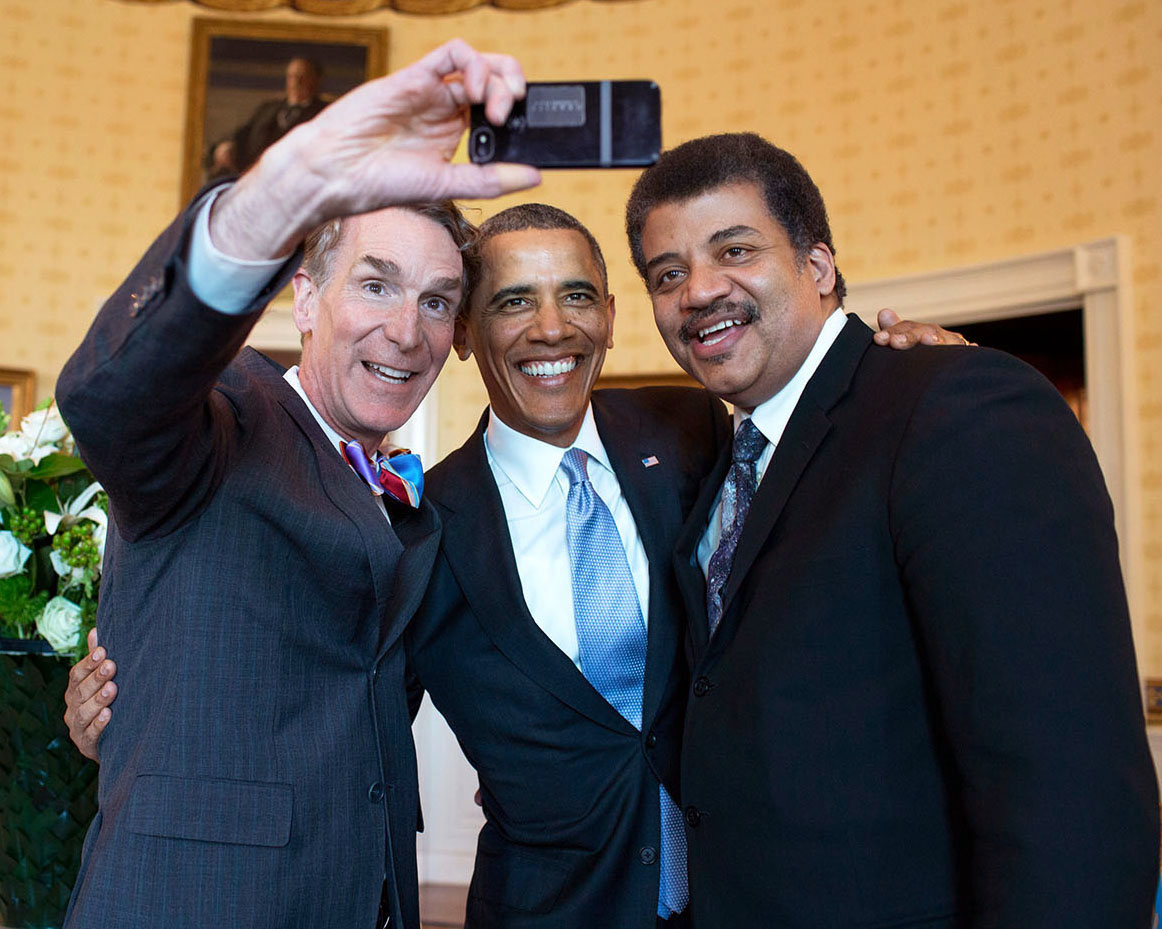
Bill Nye schießt ein Gruppenselfie mit Barack Obama und Neil deGrasse Tyson im Weißen Haus

Selfies stellen auch eine Form der Selbstvermarktung von Menschen dar, die sich als Markenpersönlichkeit betrachten. Karriereberater betonen allerdings, dass es für die Eigenwerbung wichtig sei, „seriöse“ Fotos zu verbreiten.
Auch Politiker nutzen Selfies gerne, um für sich Werbung zu betreiben. Die deutsche Tageszeitung Die Welt erklärte im April 2015 Manuela Schwesig zur „Selfie-Queen der deutschen Spitzenpolitik“.

## Sonderfälle

### Unterkategorien von Menschen darstellenden Selfies
Inzwischen existiert eine Vielzahl von Kofferwörtern, die spezielle Fokussierungen auf das Motiv beschreiben:
- Belfie: speziell vom eigenen Gesäß (englisch „butt“)[41]
- Bifie: im Bikini[42]
- Bothie: kombiniertes Bild beider Handy-Kameras[43]
- Drelfie: im betrunkenen Zustand (englisch „drunk“)[44]
- Dronie: mithilfe einer Drohne aufgenommenes Selbstporträt[45]
- Footsie: Fokussierung auf die Füße (englisch „foot“)[42]
- Helfie: Betonung auf die Haare, oft als Dutt (englisch „hair“)[42]
- Nelfie: Selfie einer nackten oder halbnackten Person[46]
- Nudie: ohne Kleidung (englisch „nude“, deutsch: nackt)[47]
- Relfies: mit Kitschkulisse, Kussmund (englisch „relationship“, deutsch: „Beziehung“)[42]
- Shelfie: im Wohnbereich mit Büchern, Accessoires auf Tischen oder Regalen (englisch: „shelf“: Regal)[48]
- Suglie: mit besonders hässlicher Ausstrahlung (englisch „ugly“)[48]
- Ussie: gemeinsam mit einer Gruppe (englisch „us“; deutsch: „wir“)[48]
- Welfie: beim sportlichen Work-out[49]

### Selfies von Tieren

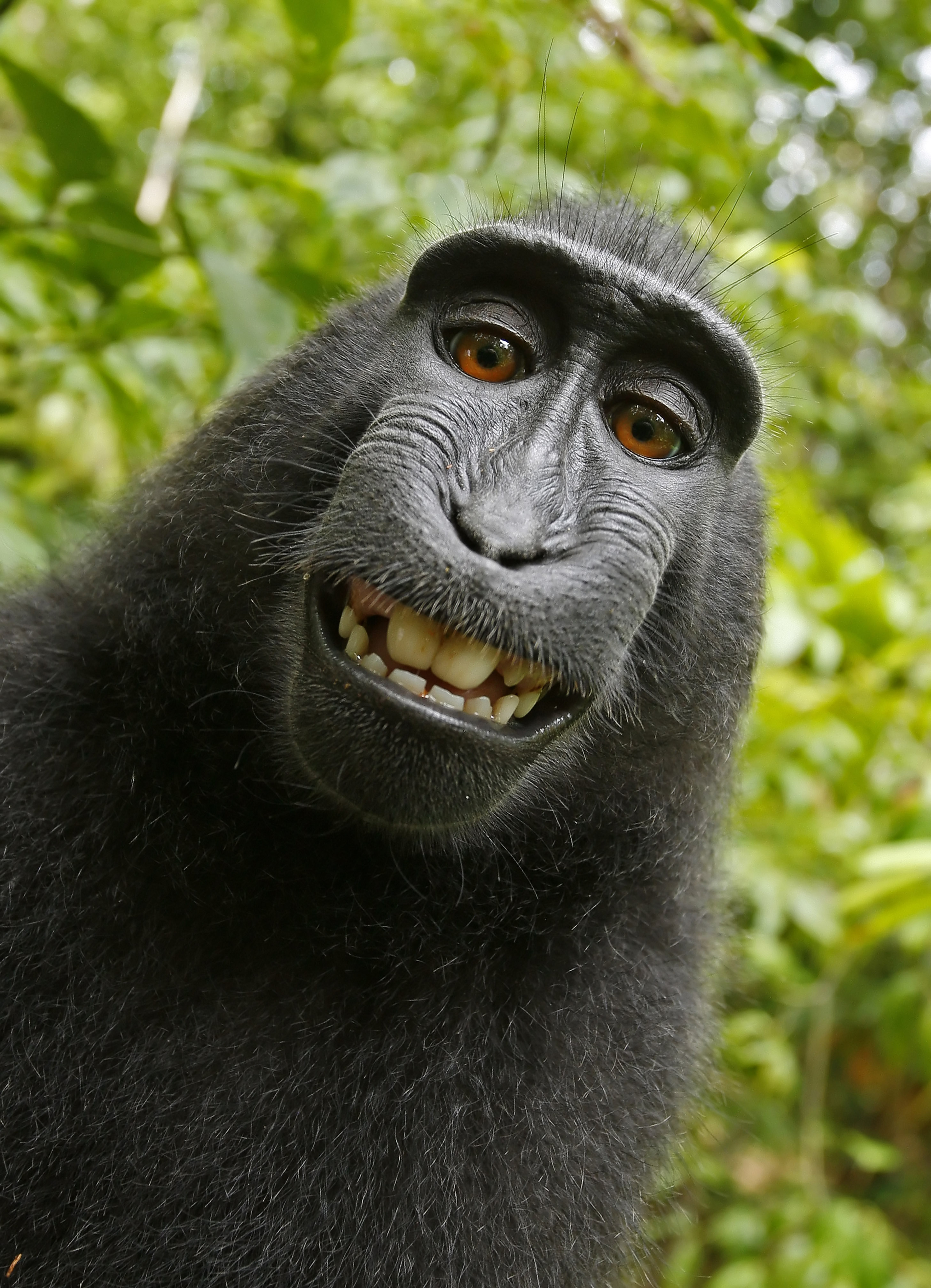
Dieser Schopfaffe hatte eine Kamera selber ausgelöst – neben vielen unbrauchbaren Bildern entstand dabei auch dieses.

2011 stellte der Tierfotograf David Slater eine Reihe von Fotos eines Schopfmakaken ins Internet. Der Affe hatte eine Kamera des Fotografen in die Hand genommen, damit gespielt und durch zufälliges Betätigen des Auslösers neben vielen unbrauchbaren auch ein herausragendes Bild von sich selbst aufgenommen. Als die Wikimedia Foundation in einem Transparenz-Bericht dieses Foto als Beispiel für ein gemeinfreies Bild verwendete, meldete sich Slater bei der britischen Zeitung Telegraph. Es handle sich um seine Kamera und er habe unter schwierigen und kostspieligen Umständen die Möglichkeit zur Entstehung des Fotos geschaffen, daher halte er die Urheberrechte daran. Aus juristischer Sicht hingegen soll das Urheberrecht die menschliche Kreativität schützen. Inhaber des Urheberrechts ist demnach der Schöpfer des Werks, nicht der Eigentümer des Werkzeugs, weshalb der Besitzer der Fotoausrüstung allein daraus keine Rechte erwirbt. Auch können nur Menschen Werke im Sinne des Urheberrechts schaffen und Tiere daher grundsätzlich nicht Inhaber von Urheberrechten sein. Das US Copyright Office bestätigte in der Folge auch, dass in den Vereinigten Staaten niemand die Rechte an Fotos innehabe, die nicht von einem Menschen angefertigt wurden.
Im September 2015 reichten die Tierschutzorganisation PETA und Antje Engelhardt vom Deutschen Primatenzentrum eine gemeinsame Klage mit dem Ziel ein, dem als Naruto benannten Tier die Urheberrechte zuzusprechen. Am 7. Januar 2016 wies das angerufene Gericht in Los Angeles die Klage ab. Weder der Affe noch Slater könnten Rechte an dem Bild beanspruchen.
Damit endete der Rechtsstreit allerdings nicht. Am 11. September 2017 vereinbarten beide Parteien einen Vergleich, welcher die Klagerücknahme durch Peta im Gegenzug dafür vorsah, dass Slater 25 % seiner künftigen Einnahmen aus den Selfie-Bildern gemeinnützigen Organisationen stiften sollte, welche sich dem Tierschutz widmen.
Der Vergleich wurde jedoch 2017 vom US-Bundesberufungsgericht Nordkalifornien mit der Begründung abgelehnt, dass nur im Namen von Tieren geklagt werden könne, wenn dies ausdrücklich im Gesetz vorgesehen sei. Im Falle von Naruto träfe dies nicht zu. Außerdem habe Peta als Vertreter Narutos zwar in den Vergleich eingewilligt, der Schopfmakak jedoch nicht. Damit sei kein Klageverbrauch eingetreten und andere Tierschützer könnten erneut für ihn klagen.
Am 23. April 2018 wies das Gericht schließlich die Klage von Peta ab. Peta handle nur zum eigenen Vorteil, da Naruto nicht an dem Vergleich beteiligt sei. Peta missbrauche ihn für eigene ideologische Zwecke. Peta wurden die Anwaltskosten von Slater auferlegt.
Ein ähnliches Kuriosum zu urheberrechtlichen Fragen aufgrund von Handlungen von Tieren entstand im Zusammenhang mit einer Aufnahme von Vogelstimmen, die Passagen des Lautgedichts Sonate in Urlauten rezitierten.

## Kritik

### Übertriebener Körperkult
Die Soziologin und Frauenforscherin Professor Gail Dines verknüpft das Selfie-Phänomen mit der Gefahr, dass Frauen sich auf ihre Körper reduzieren bzw. darauf reduziert werden und dass dies den Aufstieg einer neuen Porno-Kultur bedeuten kann.

### Gefahren zu großer Offenheit
Die Psychologin Ruth C. Cohn warnte bereits 1979 vor den Folgen einer unreflektierten psychischen Selbstentblößung in dem Bestreben, zu einer authentischen Selbsterkenntnis zu gelangen:

„Zur Authentizität gehört – erst einmal – zweierlei: Das eine ist, mir möglichst klar zu werden über meine eigenen Gefühle, Motivationen und Gedanken, mir also sozusagen nichts vorzumachen. Das andere ist, das, was ich sagen will, ganz klar anzusprechen. Zur Klarheit gehört, dass ich es so sage, dass es beim anderen ankommen kann. Der andere hat ja ein „Empfangsgerät“, das möglicherweise nicht auf mich eingestellt ist, auf das, was ich „sende“, und wie ich es „sende“. Ich muss also versuchen, mir vorzustellen, wie das, was in mir vorgeht, vom anderen gehört wird. Ich habe einmal formuliert: Nicht alles, was echt ist, will ich sagen, doch was ich sage soll echt sein. Für mich ist Offenheit nicht etwas, was von Anfang an zwischen Menschen möglich ist, sondern etwas, was vorsichtig erworben und gelernt werden muss. Das kann man nicht sofort und mit Gewalt. Ich glaube allerdings, dass sogar in der allerbesten Beziehung immer noch verschlossene Bereiche übrigbleiben. Ich kann mir keine Beziehung vorstellen, in der totale Offenheit zu jeder Zeit möglich und zu ertragen ist. Ich unterscheide deshalb zwischen optimaler und maximaler Authentizität. Die Richtlinie ist: Das, was sich an persönlicher Erfahrung im Inneren ereignet, mit optimaler innerer Ehrlichkeit und kommunikativer Klarheit – also authentisch – dem Partner mitzuteilen. Optimale Authentizität hat immer selektiven Charakter; maximale, d.h. absolute Aufrichtigkeit kann zerstören. Ich glaube, dass absolute Offenheit ein Aberwitz ist. Andererseits hat unsere Zivilisation eine lange Zeit destruktiver Verschwiegenheit und Heuchelei auszugleichen. Ich glaube daher, dass mit der Offenheit-um-jeden-Preis-Bewegung das Pendel in die Gegenrichtung ausschlägt. Auch hier bedarf es dynamischer Balance – zwischen Scheinheiligkeit und Rücksichtslosigkeit. Oder positiv gesagt: Zwischen gutem Schweigen und guter Kommunikation.“

Das unkontrollierte und in unsicherem Rahmen erfolgende Publizieren im Internet könne gemäß dem Autor Andrew Keen den gegenteiligen Effekt der erhofften Kontrolle über das Selbstbild erzielen, da viele Bilder frei zugänglich und nicht mehr entfernbar sind, sobald sie einmal im Internet kursieren. Dabei besteht die Gefahr, dass Nacktbilder oder Ähnliches weiter veröffentlicht werden können. Im September 2014 wurden Nackt-Selfies zahlreicher prominenter Frauen ohne deren Zustimmung veröffentlicht, nachdem sich Unbekannte Zugriff auf iCloud-Konten verschafft hatten, siehe Hackerangriff auf private Fotos von Prominenten 2014.

### Fragen des Urheberrechts
Es wird entsprechend ein wirksames Urheberrecht gefordert, um ohne Zustimmung veröffentlichte Selfies aus der Öffentlichkeit entfernen zu lassen und das Weiterleiten zu verhindern. Der EU-Kommissar für Digitale Wirtschaft und Gesellschaft, Günther Oettinger, kommentierte den Fall mit den Worten: „Wenn jemand so blöd ist und als Promi ein Nacktfoto von sich selbst macht und ins Netz stellt, der hat doch nicht von uns zu erwarten, dass wir ihn schützen.“ – was jedoch zu heftigem Widerspruch von Datenschützern und Netzaktivisten führte.

### Unfälle und Todesfälle

Unfallgefahr am Selfie Point – Symbolbild

Beim Versuch, besonders spektakuläre Selfies zu erstellen, passieren gelegentlich Unfälle, teilweise mit Todesfolge.
Einer Studie zufolge starben von Herbst 2011 bis Herbst 2017 weltweit 259 Menschen während der Erstellung eines Selfies, 159 davon in Indien. Das Durchschnittsalter der Toten lag bei 23 Jahren; der männliche Anteil lag bei über 70 %. Die Studie empfahl, an bestimmten touristischen Plätzen no selfie zones einzurichten.

### Rechtslage im Arbeitsverhältnis
Häufig werden die Selfies auch am Arbeitsplatz während der Arbeitszeit angefertigt und dann im Internet oder in den Sozialen Netzwerken veröffentlicht. Dies wirft unter anderem Fragen zum Arbeitsrecht auf. Der Arbeitgeber kann jedoch die private Nutzung des Smartphones durch seine Mitarbeiter regeln und je nach Besonderheit der Arbeitsstätte die Anfertigung von Selfies während der Arbeitszeit verbieten.

## Zahlen und Daten
Nach einer Studie des US-Magazins Time, die weltweit Orte in Städten über 250.000 Einwohner berücksichtigte, wurden an bestimmten Tagen Anfang 2014 die meisten Selfies in der philippinischen Stadt Makati gemacht. An zweiter Stelle stand New Yorks Stadtteil Manhattan, an dritter South Beach in Miami Beach. Innerhalb Deutschlands rangierte Düsseldorf auf Platz 1, weltweit jedoch nur auf Platz 136.
Laut einer Umfrage aus dem Jahr 2013 nehmen zwei Drittel der 18- bis 35-jährigen Frauen aus Australien Selfies auf mit dem häufigsten Zweck, sie auf Facebook zu veröffentlichen. Eine weitere Umfrage, die von dem Smartphone- und Kamerahersteller Samsung in Auftrag gegeben wurde, besagt, dass circa 30 % der Selfie-Fotos von Personen im Alter von 18 bis 24 Jahren geschossen werden. 2013 wurde das Wort „Selfie“ in die Online-Version des Oxford English Dictionary aufgenommen, da es zu einem alltäglichen Begriff wurde.